# Natalia Michajlovna Gontjarova
Natalia Michajlovna Gontjarova (ryska: Наталья Михайловна Гончарова), född den 29 januari 1988 i Voronezj, är en rysk simhoppare.
Hon tog OS-silver i synkroniserade höga hopp i samband med de olympiska simhoppstävlingarna 2004 i Aten.